# Ghadir
Ghadir est une commune libanaise située à 22 kilomètres au nord-est de Beyrouth.
C'est une commune voisine de la localité de Bkerké où se situe le siège de l'Église maronite.